# Youjiang Zhuang jezik
Youjiang Zhuang jezik (ISO 639-3: zyj), sijamski jezik iz kineske Autonomne regije Guangxi Zhuang, jedan od predstavnika makrojezika Zhuang [zha]. Priznat je tek 14. 1. 2008, podijelom nekadašnjeg jezika sjeverni zhuang [ccx], do kada se vodio kao jedan od njegovih dijalekata.
Govori ga oko 870 000 ljudi (2007) u okruzima Tiandong i Tianyang i gradu Baise.

## Vanjske poveznice
- The Zhuang, Youjiang Language